# Dubai Duty Free Tennis Championships 2023
Die Dubai Duty Free Tennis Championships 2023 waren ein Tennisturnier der WTA Tour 2023 für Damen und ein Tennisturnier der ATP Tour 2023 für Herren in Dubai. Das Damenturnier der WTA fand vom 20. bis 25. Februar, das Herrenturnier der ATP vom 27. Februar bis 4. März 2023 statt.

## Herrenturnier
→ Qualifikation: Dubai Duty Free Tennis Championships 2023/Herren/Qualifikation

## Damenturnier
→ Qualifikation: Dubai Duty Free Tennis Championships 2023/Damen/Qualifikation